# De La Chapelle
Pour les articles homonymes, voir La Chapelle.
De La Chapelle ou DLC est un constructeur automobile français, fondé en 1975 par Xavier de La Chapelle, à Saint-Chamond (près de Lyon / Saint-Étienne).

## Historique
En 1975, Xavier de La Chapelle entreprend de relancer la marque familiale du début du siècle, les « Automobiles Stimula De La Chapelle », en se spécialisant dans la fabrication en petites séries de répliques d'automobiles de collection de légende, à base de moteur BMW.

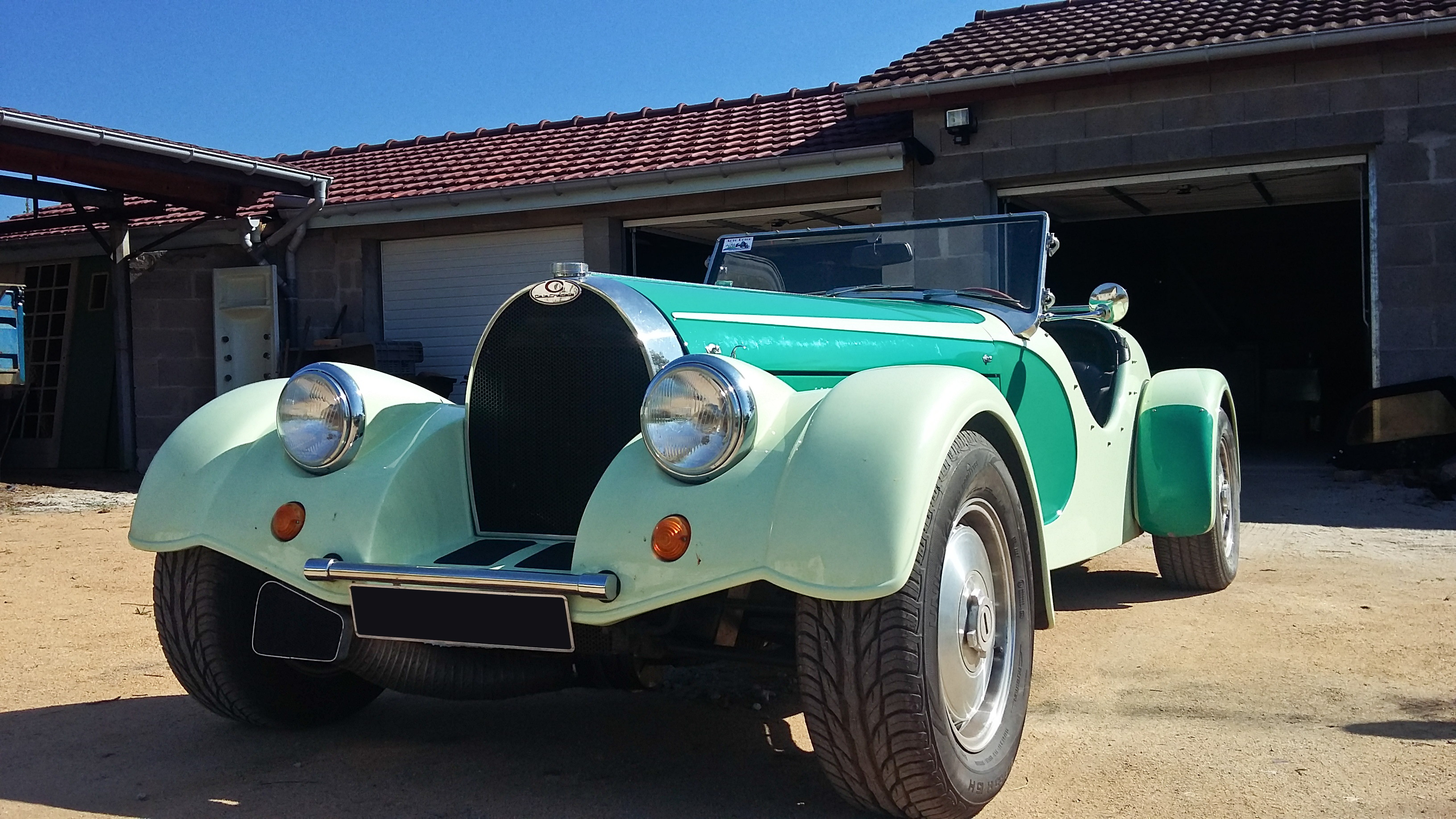
De La Chapelle Grand-Prix
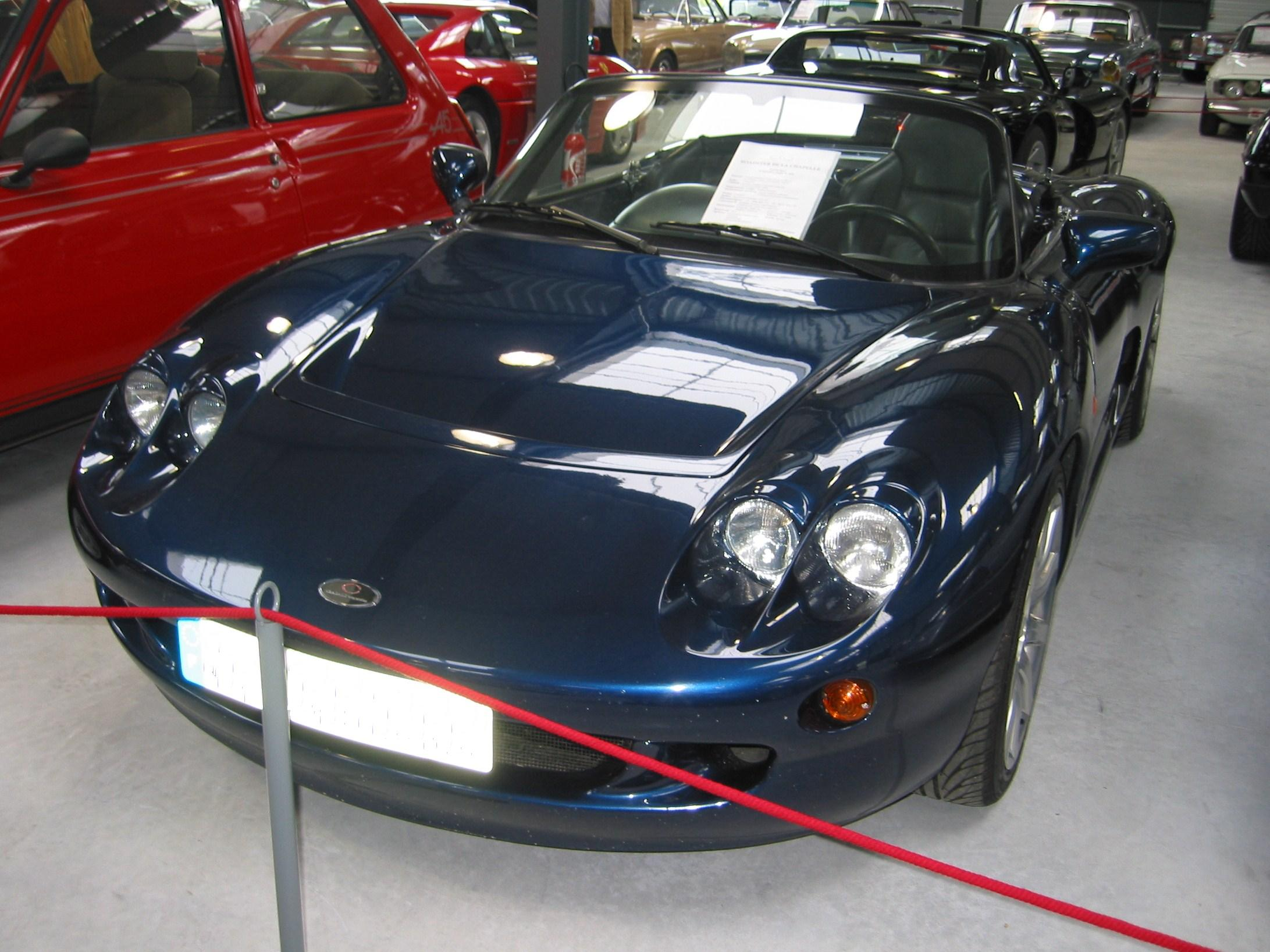
Roadster De la Chapelle

Après trois ans de développement, il présente en hommage à la marque familiale, sa De La Chapelle Stimula 55, au Salon international de l'automobile de Genève 1978, Répliques commercialisées avec succès à l'unité, inspirées des Bugatti Type 55 Roadster créés et fabriquées à 38 exemplaires par Ettore Bugatti et son fils Jean Bugatti entre 1932 et 1935.

De La Chapelle Stimula 55
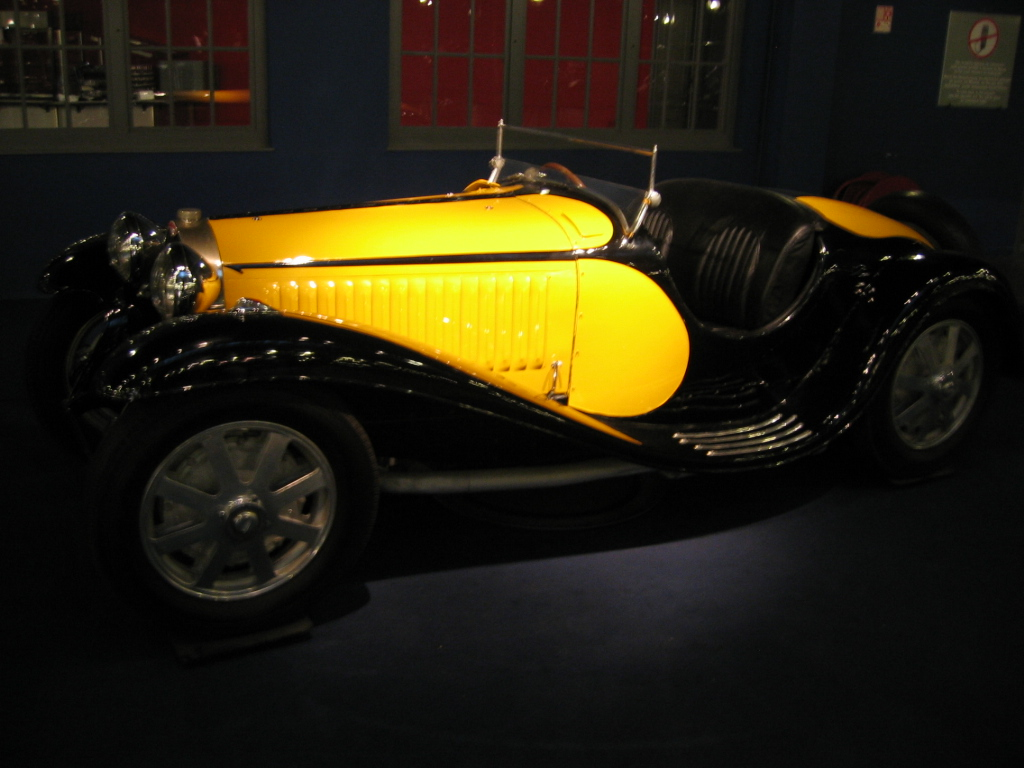
Bugatti Type 55
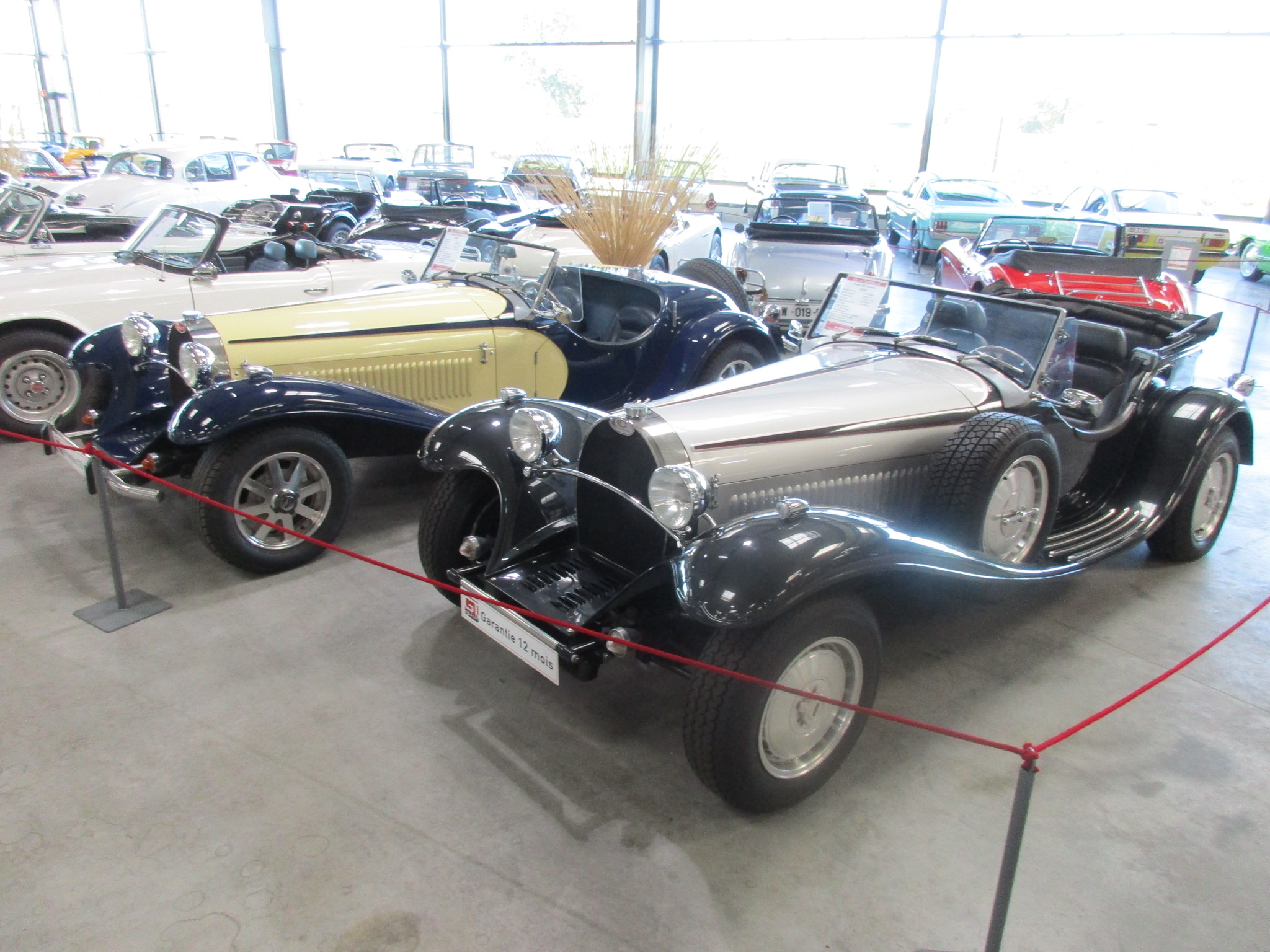
Stimula 55, et Stimula 55 Tourer
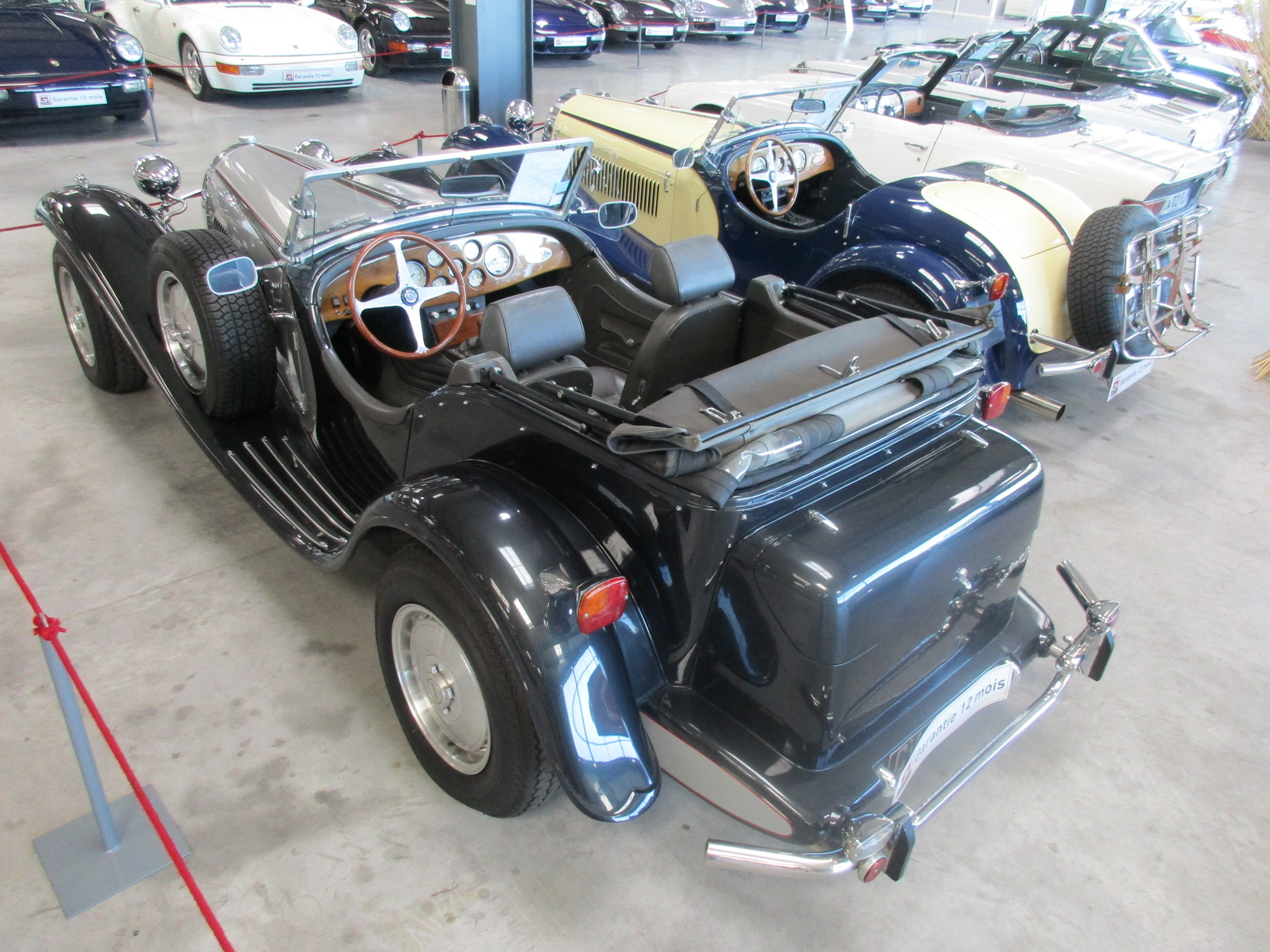
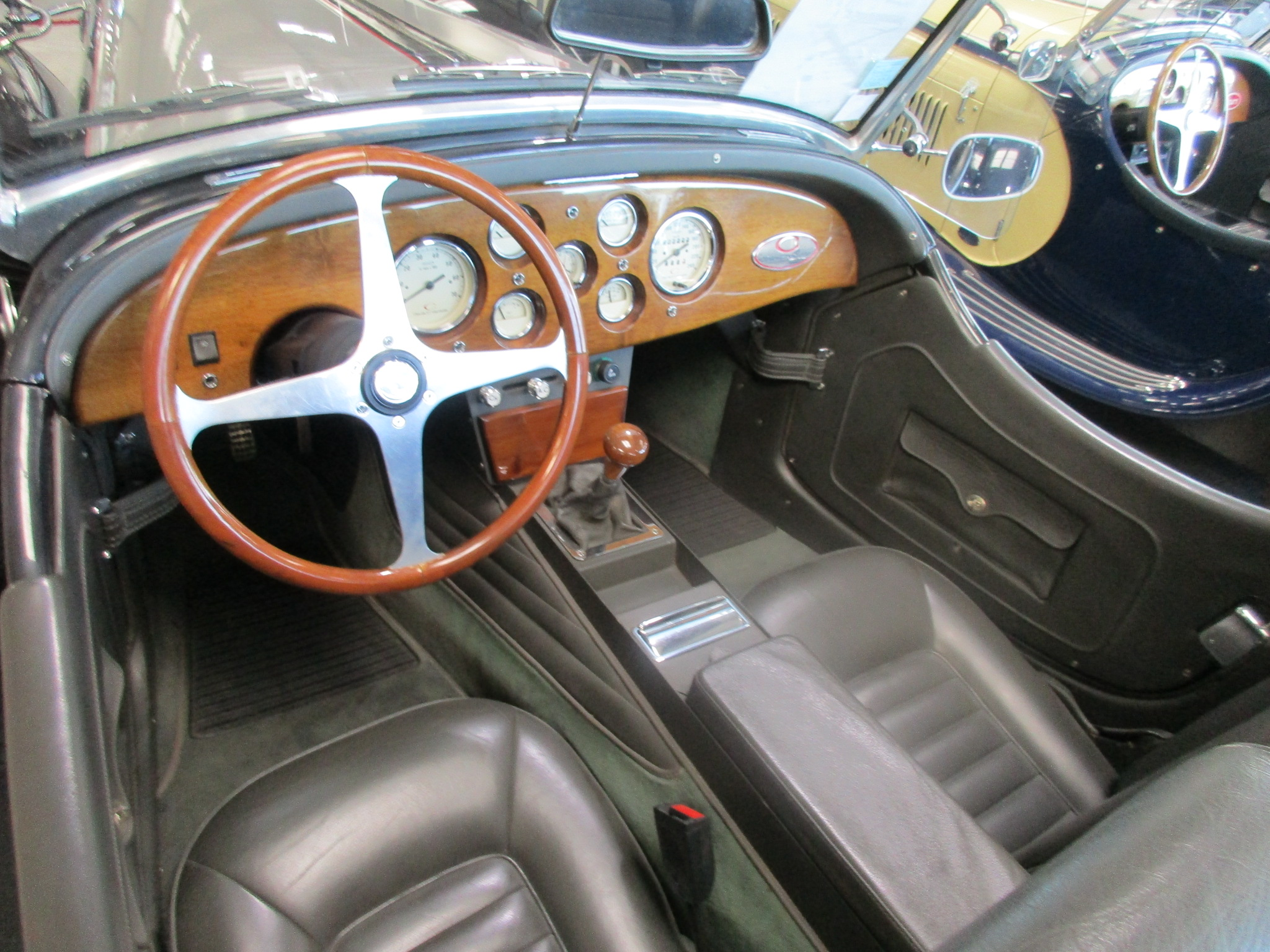

En 1979, De La Chapelle ajoute à son catalogue les « Juniors de la Chapelle », des reproductions pour les enfants, à l'échelle 6/10, des marques mythiques Bugatti Type 55, BMW 328, et Ferrari 330 P2, inspirées des Bugatti Type 52 de 1926 d'Ettore Bugatti pour son fils Roland Bugatti, dont il commercialise plus de 1 600 exemplaires dans le monde entier.
En 1990, la marque commercialise la version Tourer coupé 2+2 de sa Stimula 55, puis sa De La Chapelle Atalante 57S en 1992 (inspirée des Bugatti Type 57 Atalante produites à 17 exemplaires en 1937), ainsi que la De La Chapelle Grand Prix, suivie d'un concept-car De La Chapelle Parcours produit à 3 exemplaires.
En 1996, la marque présente le Roadster De La Chapelle, du designer Bertrand Barré, à motorisation Peugeot 2 litres, produit à 4 exemplaires.
De 1989 à 1992, Xavier de La Chapelle est président de Venturi Automobiles.

## Production
- 1978 : De La Chapelle Stimula 55 (Bugatti Type 55 Roadster)
- 1979 : Juniors de la Chapelle (Bugatti Type 55, BMW 328, Ferrari 330 P2, inspirées des Bugatti Type 52)
- 1990 : De La Chapelle Stimula 55 Tourer coupé 2+2
- 1990 : De La Chapelle Atalante 57S Bugatti Type 57 Atalante) (produit à 6 exemplaires dont 1 avec moteur Bugatti)
- 1990 : De La Chapelle Grand Prix
- 1990 : De La Chapelle Parcours (concept-car produit à 3 exemplaires)
- 1996 : Roadster De La Chapelle (produit à 4 exemplaires)
- 2023 : Atalante V8 avec moteur de Chevrolet Corvette (7 exemplaires prévus)